# Idioma gudang
Gudang o Djagaraga (Pantyinamu/Yatay/Gudang/Kartalaiga y otros clanes) es una lengua aborigen australiana. Es el idioma tradicional del pueblo gudang, y es el idioma más septentrional de la Península del cabo York. Está estrechamente relacionado con el idioma uradhi (dialectos Urradhi, Angkamuthi, Yadhaykenu, Wudhadhi, etc.), su vecino del sur, y distantemente relacionado con su vecino del norte, el idioa del Estrecho de Torres Centro-Occidental (Kalaw Lagaw Ya), del que tomó prestados bastantes elementos del vocabulario.

## Fonología
Según los registros del idioma registrados en MacGillivray y Brierly, además de compararlos con sus contrapartes Urradhi y WCL, la fonología del idioma parece haber sido la siguiente:
vocales: i, ii; e, ee; a, aa; u, uu
i, ii y u,uu tenían variantes medias, así [e, eː] y [o, oː]. Algunos préstamos del idioma del Estrecho de Torres centro-occidental (WCL; ver Kalaw Lagaw Ya) probablemente mantuvieron las vocales WCL sin cambios. Por lo demás, e/ee parece haber tenido un estatus marginal similar al de Urradhi (Crowley 1983:317).
consonantes:
labial p, b, m
velar k, g, ng
labio-velar kw, w
lamino-dental th, dh, l, nh
lamino-palatal ch, j, ny, y
alveolar t, d, n
retrofleja rt, rr, r
Los sonidos no sonoros parecen haber tenido contrastes de voz, excepto después de las nasales, cuando ocurrieron alófonos sonoros y sordos, siendo los alófonos sonoros aparentemente más comunes. Si bien los registradores europeos no marcaron el contraste lamino-dental y alveolar, los cognados Urradhi y WCL sugieren fuertemente que existió.